# Amir ElSaffar
Amir ElSaffar (Chicago, 8 oktober 1977) is een Amerikaanse zanger, trompettist en componist.
ElSaffar, de zoon van een Iraakse vader en Amerikaanse moeder, studeerde klassiek trompet aan de DePaul University en daarna jazz en de traditionele Maqam-zangstijl. In 2000 ging hij naar New York, waar hij werkte hij met onder meer Cecil Taylor en waar hij eigen groepen had. In 2001 won hij twee trompet-wedstrijden en een jaar later ging hij naar Bagdad, waar hij lessen had bij traditionele Iraakse musici. In Londen kreeg hij santoor-les bij Hamid al-Saadi. Terug in Amerika ging hij Iraakse muziek, de microtonen in de maqam-muziek, in zijn jazzcomposities integreren. Zijn muziek speelt hij met zijn groep Safaafir, waarbij hij zingt en santoor speelt. Sinds 2006 heeft hij verschillende opdrachten gekregen voor het componeren van werk, onder andere van het Jazz Institute of Chicago.
In 2007 verscheen zijn eerste album, waaraan Rudresh Mahanthappa meewerkte. Zijn in 2007 uitgekomen plaat, waarop onder meer Mark Dresser meespeelt, sluit aan op de meer exotische exploraties van Don Cherry en Ornette Coleman.
In New York organiseert ElSaffar elke week een concert in het gebouw van Alwan for the Arts.

## Discografie
- Two Rivers, Pi Recordings, 2007
- Radif Suite, Pi Recordings, 2010
- Inana, Pi Recordings, 2011

## Voetnoten
1. ↑  De Carmine Caruso Jazz trumpet Competition en de International Trumpet Guild Jazz Improvisation Competition.